# هنری و جون (کتاب)
هنری و جون (انگلیسی: Henry and June) با نام کامل هنری و جون: خاطرات بی‌سانسور آناییز نین نام کتابی است که در سال ۱۹۸۶ بر اساس خاطرات منتشر نشده آناییز نین چاپ و منتشر شد. این کتاب حاوی خاطرات آناییز نین از اکتبر ۱۹۳۱ تا اکتبر ۱۹۳۲ است.